# AOL
AOL (America Online) je poskytovatel internetových služeb náležící k mediálnímu koncernu Time Warner. Sídlo společnosti se od dubna 2008 nachází v New Yorku (dříve v Loudoun County ve Virginii).

## Historie
Společnost byla založena roku 1983 pod názvem Quantum Computer Services. V roce 1985 začala společnost nabízet uživatelům počítačů Commodore služby Bulletin Board System pod názvem Q-Link. V roce 1989 nabídla své služby uživatelům počítačů Apple II, v roce 1991 uživatelům operačního systému MS-DOS, později, v roce 1993, i Microsoft Windows a Macintosh.
Roku 1991 se změnil název společnosti z Quantum Computer Services na America Online. Počátkem devadesátých let patřila tato společnost mezi největší poskytovatele internetových služeb a v nejlepším období měla téměř 30 milionů zákazníků, z nichž většina přistupovala k online službám AOL pomocí softwaru AOL. Od roku 2003 začal počet zákazníků klesat. Od konce devadesátých let AOL skupuje mnoho projektů, např. Netscape, Winamp společnosti Nullsoft nebo ICQ firmy Mirabilis. V roce 2010 se také spekulovalo o odkoupení AOL společností Microsoft, který by tím fakticky ovládl americký a z části světový Internet.
V roce 2012 společnost AOL prodala firmě Microsoft osm stovek patentů za 1,06 mld. USD a na další nápady pronajala Microsoftu licence.
AOL nabízí také služby jako je AIM pro Windows
AIM je instant messaging program, který lze použít na libovolném prohlížeči jako např. Macintosh, PC, iPhone, Android a na webu.
K 1. září 2021 se dceřinými společnostmi mateřské společnosti AOL Yahoo Inc. staly mediální značky jako Autoblog, Engadget, The Huffington Post či TechCrunch. Přispěvatelé obsahu AOL se skládají z více než 20 000 bloggerů, včetně politiků, celebrit, akademiků a politických expertů.
Kromě webů optimalizovaných pro mobily AOL vyrábí mobilní aplikace nejen pro svá existující média, ale i produkty jako Alto, Pip a Vivv.